# オレゴン大学システム
オレゴン大学システム（Oregon University System、OUS）は、かつて存在したアメリカ合衆国オレゴン州の大学機構。7校の州立大学で構成した。オレゴン州高等教育委員会（Oregon State Board of Higher Education）の意思に従って、OUS総長（Chancellor of the OUS）が運営した。2015年、オレゴン州議会はOUSの解体を決定した。

## 構成大学
- オレゴン大学
- オレゴン州立大学
- ポートランド州立大学
- オレゴン工科大学
- 西オレゴン大学
- 南オレゴン大学
- 東オレゴン大学

### 提携機関
- オレゴン健康科学大学